# 이용 (1533년)
이용(李𢧳, 1533년 - 1591년 1월)은 조선 중기의 무신, 군인으로 본관은 우계(羽溪), 자는 언선(彦善), 처음 이름은 이규(李戣)이다. 병조참판 이광식(李光軾)의 아들이자 이감, 이전의 동생이며, 임진왜란 때의 전라병사 이복남(李福男)의 종조부이다. 중호(重湖) 윤탁연(尹卓然)은 그의 처남이면서, 동서간도 된다.
1550년(명종 15년) 무과(武科)에 급제, 선전관, 형조좌랑을 거쳐 1560년 순회세자의 세자 책봉을 기념하는 별시 무과의 시험관이 되었다. 1567년 형조정랑, 1580년 길주목사 등을 거쳐 1581년 전라좌도수군절도사로 부임했다. 전라좌수사 재임 시, 전임자 서익(徐益)의 말을 듣고 이순신을 미워하였으나 함께 근무하다 이순신의 인품에 탄복하여 뜻을 바꾸었으며, 나중에는 이순신을 자신의 군관으로 추천하기도 했다. 함경북도병마사를 거쳐 도순찰사 재직 중 1583년 이탕개의 난이 발생, 방어사에 임명되었다가 급히 남병사로 바뀌어 교전에 참여하였다. 강원도 강릉 출신.

## 생애

### 생애 초반

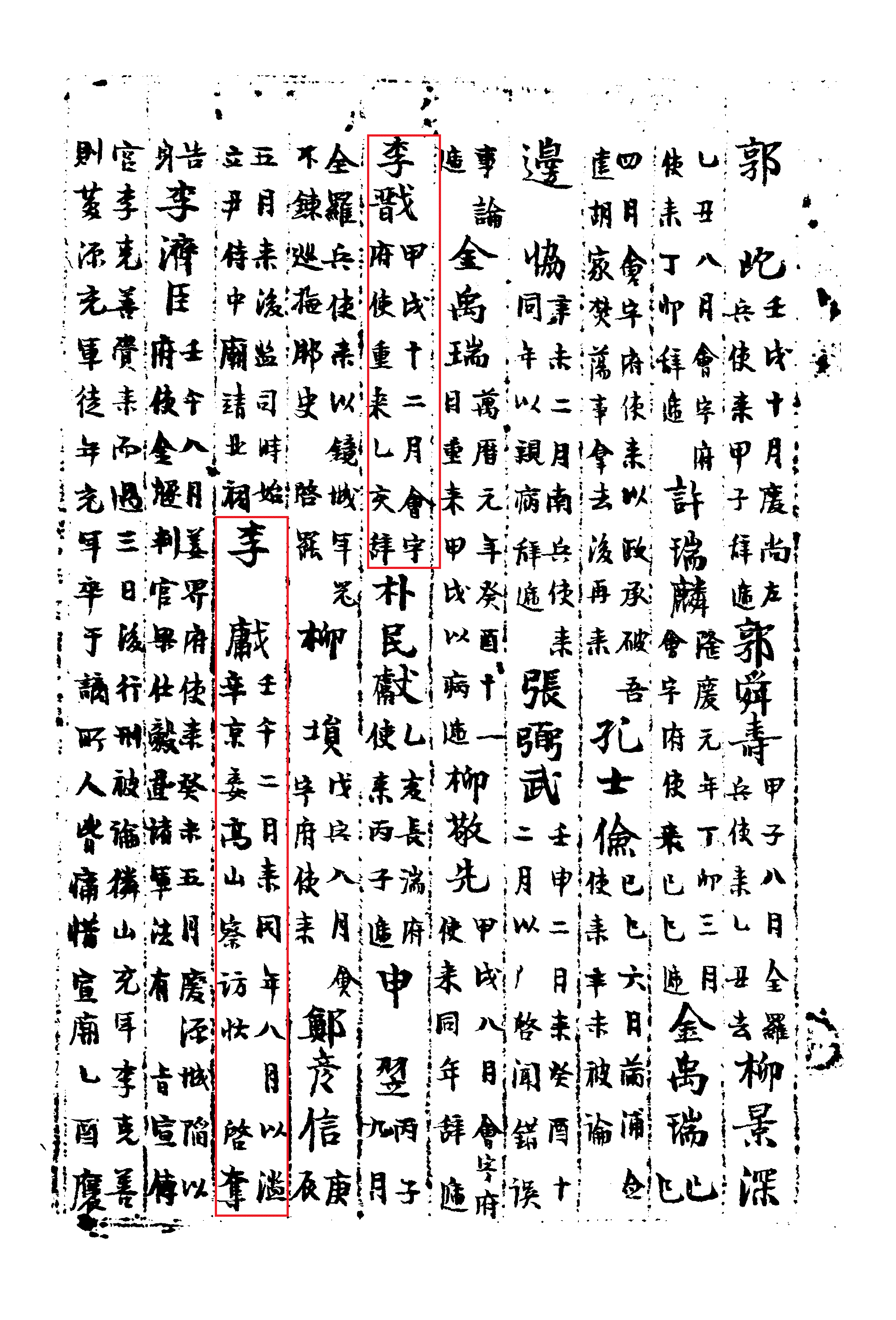
함경북도병마절도사 겸 경성부사 근무 기록
(경성지역에서 첩을 솔축했다는 고산찰방의 장계로 면직되었다는 부분이 존재한다.)

1553년생으로 생일은 미상이며 강원도 강릉 출신으로 이광식의 넷째 아들이다. 할아버지는 평안도병마절도사와 경상좌수사를 지낸 이지방(李之芳)이며 아버지는 병조참판과 중추부동지사를 지낸 이광식(李光軾)이고, 어머니는 함안이씨로 정국공신(靖國功臣)으로 강원도관찰사와 평안도관찰사를 지낸 양간공 이세응(李世應)의 둘째 딸이다. 그의 셋째 형은 이전(李戩)으로 병마절도사와 수군절도사를 역임한 무인이고, 임진왜란 때 전사한 이복남(李福男), 이덕남(李德男), 이인남(李仁男)은 그의 셋째 형 이전의 손자이고, 충주 탄금대 전투에서 전사한 이승헌, 이경헌, 호성원종공신 3등에 녹훈되 이봉헌 등은 모두 셋째 형 이전이 아들들이다.
초명은 이규(李戣)인데 뒤에 용으로 개명하였다.
본부인은 여산송씨로 동지중추부사 송맹경(宋孟璟)의 딸이고, 계비는 칠원윤씨로 우봉현령을 지내고 사후 증 의정부좌찬성 귀원군과 증 의정부영의정 귀원부원군에 추증된 윤이(尹伊)의 딸이며 칠계군 헌민공 윤탁연의 누이이다. 그는 윤탁연과 이중 인척이 된다. 이용의 본처 여산송씨는 송맹경의 장녀로 윤탁연은 송맹경의 둘째 사위이다. 본처 여산송씨 사후 칠원윤씨와 재혼했는데, 이용의 후처 칠원윤씨는 현령으로 증 좌찬성 귀원군에 추증된 윤이의 둘째 딸로, 중호 윤탁연(重湖 尹卓然)의 누이동생이 된다.
기록이 실전되어 그의 초기 삶에 대한 것은 알려진 것이 없다.

### 초기 활동
1550년(명종 15년) 무과(武科)에 급제, 선전관을 거쳐 형조좌랑으로 재직 중 1560년(명종 15) 순회세자가 명나라로부터 세자 책봉을 받자, 그해 순회세자의 왕세자 책봉을 기념하는 별시를 시행할 때, 고경명(高敬命), 권철(權轍) 등과 함께 별시 무과 참고관(參考官)의 한사람이 되었다. 1567년 형조정랑이 되었다. 이후 경상우도수군절도사 등을 역임했다.
1574년 1월 강계부사(江界府使)로 부임했다가 이듬해 11월 체직되었다.
1580년(선조 15년) 2월 길주목사(吉州牧使)로 부임했다가 그해 8월 체직되었고, 전라좌도수군절도사로 부임하였다. 1581년 4월 16일 전라수사로 재직 중 충남 공주를 방문하였다. 부임 직후 그는 전임자 성박(成博)의 말을 듣고 이순신(李舜臣)을 미워하여, 전라좌수사 부임 초기 좌수영 관하의 다섯 포구인 발포진(鉢浦鎭), 여도진(呂島鎭), 사도진(蛇渡鎭), 녹도(鹿島鎭), 방답진(防踏鎭) 등을 점검하였다. 이때 다른 4개의 포구 이탈자는 보고하지 않고, 이순신이 지휘하는 포구의 3명만 보고하였다. 이순신은 다른 4개 포구의 결과를 조사하여 보고하려 하자, 이용은 즉시 장계를 회수하였다. 이에 이순신의 인사 고과를 낮게 매겨서 조정에 보고하였다가, 전라도도사로 온 조헌(趙憲)의 항의로 뒤에 수정하였다. 이때 그는 전임자 성박(成博) 또는 서익(徐益)의 말을 전해 듣고 이순신을 미워하였으나, 함께 근무하다가 이순신의 인품에 탄복하여 뜻을 바꾸었다. 나중에는 함경남도병마절도사 부임 시, 자신의 군관과 건원보 권관으로 이순신을 적극 추천하기도 했다.

### 생애 후반
1582년(선조 16) 2월 함경북도병마절도사 겸 경성부사(鏡城府使)로 부임하였으나, 그해 8월 경성에 첩을 솔축했다는 이유로 고산도찰방(高山道察訪)이 장계를 올려 탄핵, 면관시켰다.
이후 함경남도절제사와 도순찰사(都巡察使)를 거쳐 1583년(선조 16년) 1월 함경남도병마절도사로 부임하였다. 2월 이탕개 등 조선-여진 국경지대의 여진족이 기습공격하여 이탕개의 난이 발생, 경원부(慶源府)를 함락시키자 병마사 이제신(李濟臣)의 급보를 받고, 선조는 오운(吳沄)과 박선(朴宣)을 조방장으로 삼아 용사 8천 명먼저 보내고 이용은 방어사로 임명했다가, 2월 7일 다시 경기 감사 정언신(鄭彦信)을 우참찬 겸 도순찰사로, 이용은 남도병마사(南道兵馬使)로 삼아 지원하게 했다. 그해 7월 직접 청을 올려 이순신(李舜臣)이 남병영의 군관으로 천거하여, 이순신을 남병사 군관으로 오게 했다. 이때 이순신은 여진족의 부족장 중 한명인 울지내를 유인하여 생포했으나, 이순신과 사이가 안좋던 김우서는 이를 보고하지 않았다. 이후 그는 임기만료된 이순신을 건원보 권관으로 추천하였다. 그 뒤 그는 함경북도병마절도사를 거쳐 1587년(선조 20) 7월 4일 인천부사(仁川府使)로 부임하였다. 안질환을 앓던 그는 1588년(선조 21) 6월 28일 눈이 어둡다 하여 승정원이 왕에게 보고하여, 바로 파직되었다.
그는 청백하고 엄정하였으며, 오랑캐들이 이용의 이름만 듣고도 겁을 먹었다고 한다. 1590년 동지(同知)가 되었다. 1591년(선조 24) 1월에 사망하니 향년 58세였다. 정확한 사망 일자는 족보에 전하지 않는다.

### 사후
묘는 경기도 시흥군 과천 청계 북동쪽 갑좌(甲坐)에 있다. 묘갈명은 헌민공 윤탁연이 짓고, 찬하고, 새겼다.
그의 이름은 1990년대 컴퓨터의 유니코드 폰트에 나타나지 않았고, 일부 옥편(한자사전)에도 나타나지 않아 그의 이름을 판독하지 못하는 일이 있었다.

## 가계
- 증조부 : 이징(李徵)
  - 종조부 : 이지영(李之英)
  - 할아버지 : 이지방(李之芳, 1466년 - 1537년)
    - 아버지 : 이광식(李光軾, 1493년 - 1563년)
    - 어머니 : 함안이씨(1492년 - 1536년, 양간공 이세응(李世應)의 딸)
      - 형 : 이계변(李繼邊, 요절)
      - 형 : 이감(李戡, 1516년 - 1583년)
      - 형수 : 풍천 임씨(豊川任氏, 1515년 4월 12일 - 1556년 2월 1일), 좌참찬 정헌공 임권(任權)의 딸
        - 조카 : 이성헌(李成憲, 1534년 2월 22일 - 1601년 5월 8일)
        - 조카딸 : 우계이씨(羽溪李氏, 1541년 12월 1일 ~ 1607년 5월 17일)
        - 조카사위 : 윤유후(尹裕後, 1541년 1월 11일 - 1606년 8월 13일), 정현왕후의 친정 조카손자

      - 형수 : 예천윤씨(醴泉尹氏, 1538년 10월 28일 - 1624년 11월 11일) 또는 예산윤씨(禮山尹氏), 윤연수(尹延壽)의 딸
        - 조카 : 이의헌(李宜憲)
        - 조카 : 이희헌(李希憲, 1569년 6월 15일? 1568년? - 1651년 11월 28일)
        - 조카 : 이유헌(李有憲)

      - 형 : 이전(李戩, 1517년 1월 21일 ~ ?)
      - 제수 : 고성이씨(古城李氏), 좌랑 이광택의 딸
      - 제수 : 하빈이씨(河濱李氏), 부장 이윤우의 딸
      - 누이 : 우계이씨(羽溪李氏)
      - 매부 : 윤강(尹綱), 파평인, 문정왕후, 윤원형, 윤원로의 조카
        - 외조카딸 : 파평윤씨(坡平尹氏)
        - 외조카사위 : 이중경(李重慶, 광주인), 참판 역임

      - 부인 : 여산송씨(驪山宋氏, ? - ?), 송맹경(宋孟璟)의 딸, 자녀 없음
      - 부인 : 칠원윤씨(漆原尹氏, ? - ?), 윤리(尹伊)의 딸, 윤탁연(尹卓然)의 누이
      - 첩 : 이름 미상, 함경북도 경성군의 노비 출신 비첩

- 외증조부 : 이계통(李季通, 1439년 ~ 1491년 10월 2일)
  - 외할아버지 : 이세응(李世應, 1473년~1528년 8월 26일)
  - 외할머니 : 경주김씨(慶州金氏), 사헌부집의 김순(金楯)의 딸
- 장인 : 송맹경(宋孟璟)
- 장모 : 유씨(柳氏), 봉사 유형원(柳亨源)의 딸
  - 처조부 : 송수(宋壽, 1470년 ~ 1518년)
    - 동서 : 이삼성(李三省, 전주인)
- 장인 : 윤이(尹伊, 1502년 ~ 1576년)
  - 처남 : 윤탁연(尹卓然, 1538년 5월 15일 ~ 1594년 5월 28일), 본처의 처남이면서 후처가로는 동서도 된다. 윤탁연의 첫 부인 여산송씨도 송맹경의 딸 중 한명이다.

## 기타
그의 처조부 송수의 묘갈명에 송맹경의 첫 딸이 그에게 출가한 내용이 나타나 있다.
그의 처남 윤탁연의 아들 윤길원(尹吉元)은 그의 형 이전의 외손녀이며, 서원군(西原君) 한강(韓絳)의 딸과 결혼하였다.

## 참고 자료
- 관동읍지
- 길주목읍지
- 李忠武公全書卷之九 / 附錄一, 李忠武公 行錄(從子正郞芬 作)

## 같이 보기
| - 니탕개의 난 - 이복남 - 윤탁연 - 송맹경 - 한호문 - 이순신 - 이광식 - 심선 - 이전 - 이극돈 - 이일 | - 윤탁연 - 남병영 - 북병영 - 이지방 - 윤길원 - 정언신 - 이복남 - 송수 - 조헌 |

## 참고 문헌
- 선조실록
- 호음잡고
- 중호문집 (윤탁연)
- 강원도지
- 난중일기
- 국조보감

## 관련 서적
- 강릉문화원, 《증수임영지》(강릉문화원 국역, 강릉문화원, 1997)
- 박도식, 《강릉의 역사인물 자료집 江陵의 歷史人物 資料集》(강릉문화원, 2003)
- 편집부, 《인천부사 (상):한국지리풍속지총서 39》(경인문화사, 1989)